# Campionati mondiali di freestyle 1989
I Campionati mondiali di freestyle 1989 sono stati la 3ª edizione della manifestazione. Si sono svolti a Oberjoch, nell'allora Germania Ovest, dal 1° al 5 marzo 1989.

## Risultati

### Uomini

#### Salti
| Posizione | Atleta           | Nazione |
| --------- | ---------------- | ------- |
| 1         | Lloyd Langlois   | Canada  |
| 2         | Didier Meda      | Francia |
| 3         | Philippe Laroche | Canada  |

Data: 5 marzo 1989

#### Gobbe
| Posizione | Atleta          | Nazione  |
| --------- | --------------- | -------- |
| 1         | Edgar Grospiron | Francia  |
| 2         | Jürg Biner      | Svizzera |
| 3         | Éric Berthon    | Francia  |

Data: 3 marzo 1989

#### Balletto
| Posizione | Atleta             | Nazione        |
| --------- | ------------------ | -------------- |
| 1         | Hermann Reitberger | Germania Ovest |
| 2         | Lane Spina         | Stati Uniti    |
| 3         | Dave Walker        | Canada         |

Data: 1º marzo 1989

#### Combinata
| Posizione | Atleta        | Nazione     | Punti  |
| 1         | Chris Simboli | Canada      | 37,00  |
| 2         | Scott Ogren   | Stati Uniti | 48,00  |
| 3         | Marti Rafel   | Spagna      | 103,00 |

### Donne

#### Salti
| Posizione | Atleta           | Nazione        |
| --------- | ---------------- | -------------- |
| 1         | Catherine Lombar | Francia        |
| 2         | Sonja Reichart   | Germania Ovest |
| 3         | Melanie Palenik  | Stati Uniti    |

Data: 5 marzo 1989

#### Gobbe
| Posizione | Atleta              | Nazione        |
| --------- | ------------------- | -------------- |
| 1         | Raphaëlle Monod     | Francia        |
| 2         | Donna Weinbrecht    | Stati Uniti    |
| 3         | Tatjana Mittermayer | Germania Ovest |

Data: 3 marzo 1989

#### Balletto
| Posizione | Atleta         | Nazione     |
| --------- | -------------- | ----------- |
| 1         | Jan Bucher     | Stati Uniti |
| 2         | Conny Kissling | Svizzera    |
| 3         | Lucy Barma     | Canada      |

Data: 1º marzo 1989

#### Combinata
| Posizione | Atleta                | Nazione     |
| --------- | --------------------- | ----------- |
| 1         | Melanie Palenik       | Stati Uniti |
| 2         | Conny Kissling        | Svizzera    |
| 3         | Meredith Anne Gardner | Canada      |

## Medagliere
| Pos.   | Paese          | Oro | Argento | Bronzo | Totale |
| ------ | -------------- | --- | ------- | ------ | ------ |
| 1      | Francia        | 3   | 1       | 1      | 5      |
| 2      | Stati Uniti    | 2   | 3       | 1      | 6      |
| 3      | Canada         | 2   | 0       | 4      | 6      |
| 4      | Germania Ovest | 1   | 1       | 1      | 3      |
| 5      | Svizzera       | 0   | 3       | 0      | 3      |
| 6      | Spagna         | 0   | 0       | 1      | 3      |
| Totale | Totale         | 8   | 8       | 8      | 24     |